# Черноп'ятов Ілля Микитович
Ілля́ Мики́тович Чорноп'я́тов (17.07.1822, Тульська губернія — 01.05.1879) — російський вчений-зоотехнік. Професор Петровської академії. Дійсний статський радник.

## Життєпис
Народився в селі Головіне Одоєвського повіту Тульської губернії у родині відставного підпоручика Микити Васильовича Черноп'ятова та його дружини Тетяни. Під час навчання у Тульській гімназії був вимушений займатися репетиторством, щоб прокормити себе та сплатити проживання. По закінченню гімназії вирішив стати лікарем і поступив до Імператорської медико-хірургічної академії. Однак був вимушений покинути академію за станом здоров'я та перевівся до Горигорецької землеробської школи. По закінченні школи, де він був одним з кращих учнів, Чорноп'ятов почав працювати у корпусі цивільних топографів класним топографом та був назначений до Ліфляндії у 1846 році. Через два роки його відправили за кордон, для вивчення штучного зрошення лугів та розробки торфу. Спочатку протягом року він слухав лекції у Елденській сільськогосподарській академії, а потім відвідав кращі господарства Німеччини, Італії, Франції, Бельгії, Нідерландів та Великої Британії. У 1850 році він повернувся на Батьківщину та був призначений до Департаменту Сільського Господарства. Наступного року Чорноп'ятов був призначений виконуючим обов'язки помічника керівника Казанської учбової ферми. Того ж року він витримав іспит на звання агронома при Горигорецькому землеробському інституті. Після отримання звання Чорноп'ятов був переведений до Вченого комітету Міністерства державних маєтностей.
У 1852 році Черноп'ятов перейшов до викладацької діяльності та став завідувачем Кафедри сільського господарства у Лісовому і межовому інституті. Під час роботи в закладі, він написав дві книги. Спочатку, у 1857 році, було видане «Керівництво до торфяного господарства». У ньому науковець написав про походження торфу, хімічний склад, речевини що входять до його складу та використання у народному господарстві. Видання було багато ілюстроване, воно мало 72 політіпажа. Через чотири роки вийшла нова книга — «Керівництво до зрошення різних земельних угідь». У ній Черноп'ятов вперше клесифікував засоби зрошення в залежності від рельєфу та похилів місцевості. Всі засоби були схематично відображені у «Атласі проектів та креслень до керівництва». Також науковець привів конструкції гребель, водовідводних та водоприводних каналів, багатоярусних каналів, шлюзів, водомірів, водопід'ємних машин тощо. Ці книги стали першими у Російській імперії, котрі познайомили населення з технологіями зрошення та осушення землі. Черноп'ятов отримав визнання після того, як журнал «Сільське господарство» високо оцінив його праці.
У 1863 році, при Московському університеті, Черноп'ятов захистив дисертацію на тему «Про овечу шерсть у господарському та фабричному відношеннях» та став магістром сільського господарства і лісівництва. Після захисту був зачислений до складу Петровської землеробської і лісової академії ще до її офіційного відкриття. Того ж року Черноп'ятов вирушає у півторарічну подорож по Європі. Під час неї науковець відвідав кращі тваринницькі господарства та ознайомився з досягненнями у галузі.
З 1865 ординарний професор Петровської академії, став першим професором зоотехніки (тваринництва) і займав цю кафедру до 1879 року. Черноп'ятов читав лекції з годування та розведенню тварин і птахів, приватного тваринництва, рибництва та шовківництва. Також він проводив практичні заняття з студентами. Для проведення занять з бджільництва, у 1868 році була організована навчально-дослідна пасіка. З 1870 року Черноп'ятов завідував фермою при академії.
Він також створив зоотехнічний кабінет і почав збирати музейні предмети з бджільництва. На момент смерті вченого, кабінет мав 3030 експонатів.
Був членом Імператорського вільного економічного товариства, Російського товариства садівництва в Санкт-Петербурзі, член-кореспондент Вченого комітету Міністерства державних маєтностей, член господарського комітету Петровської академії, Імператорського Московського Товариства сільського господарства та комітетів шовківництва та скотарства при тому ж Товаристві.
Російський науковець Терентій Вяземський написав нарис про Черноп'ятова до двадцять п'ятої річниці його смерті.

## Наукові погляди
Черноп'ятов вже у «Про вівчарство», першій своїй праці по тваринництву, підкреслював значимість вівчарства та позитивні умови для його розвитку у Російській імперії. Учений вважав за необхідне вивчити функції та устрій органів виробляючих вовняний волос. Він присвятив цьому питанню свої подальші дослідження. Черноп'ятов зібрав велику колекцію вовни, до неї входило більше тисячі зразків з усього світу. У 1873 році колекція демонструвалася на Всесвітній виставціу Відні, де науковець отримав диплом. Того ж року Черноп'ятов видає нову книгу присвячену вівчарству, «Історичний нарис розвитку тонкововняного вівчарства у Росії та огляд його сучасного стану».
Під час дискусії щодо способів покращення російської худоби, Черноп'ятов був прибічником розвитку місцевих порід і виступав проти схрещення їх з іноземними породами. Після відвідування у 1868 році господарства Ніла Сєрова, вчений дійшов висновку, що російська худоба, при рясному годуванні та гарних умовах утримання, може мати високу продуктивність. Протягом 1868-70 років Черноп'ятов об'їздив значну територію європейської частину Російської імперії. За результатами цих подорожей був написаний звіт «Про раціональні міри до поліпшення тубільських порід худоби». Він був прочитаний 22 грудня 1870 року під час Другого з'їзду сільських господарів при Московському товаристві сільського господарства. У звіті вчений зазначав, що в Російській імперії не проводились дослідження місцевої худоби, однак ці дослідження вкрай потрібні для вибору способу її покращення. Наступного року вчений продовжив свої дослідницькі мандри, а у 1872 видав книжку «Скотарство у північних та середніх губерніях Росіїта міри до його покращення» де підсумовував результати своїх подорожей.
На думку Черноп'ятова занедбання скотарства було пов'язано з поганим економічним становищем селян. Вони були не взмозі надати належне піклування тваринам і через це худоба голодувала. Так взимку тварин годували виключно соломою, а літом випасали на мізерних луках та парових полях. На прикладі деяких прогресивних господарств, вчений довів, що худоба реагує на зміни у якісті годування та утримання. Також він виступав проти схрещення місцевої худоби з іноземними породами. На противагу Черноп'ятов вважав за необхідне покращувати худобу у знайдених ним осередках високопродуктивної худоби у Ярославській та Костромській губерніях.

## Відомі учні
Черноп'ятов завдяки своїм навичкам зміг прищепити багатьом своїм студентам любов до зоотехництва. Під час дії першого Уставу академії (1865-72 роки), коли екзамени були добровільними, 105 слухачів успішно витримали екзамен з його дисципліни. Багато з учнів Черноп'ятова згодом стали відомими науковцями та спеціалістами із зоотехніки:
- І. І. Абозін — осноположник наукового птахівництва.
- А. П. Перепьолкін — директор Московської землеробської школи.
- В. К. Хлюдзінський — професор зоотехніки у Новоолександрівському інституті.
- А. А. Калантар — засновник Вологодського молочного інституту.
- П. М. Кулєшов — член-кореспондент Академії наук СРСР[7].

На думку сучасного дослідника Віктора Мадісона, праці Черноп'ятова щодо покращення худоби, могли вплинути на погляди Трохима Лисенко.

## Науковий доробок

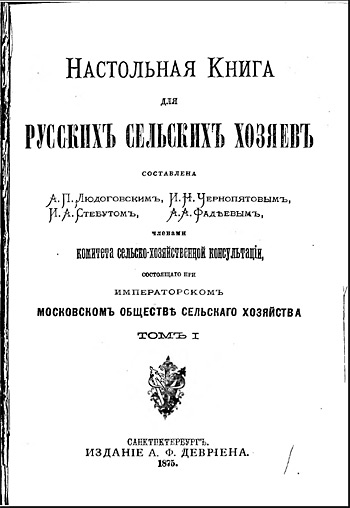
Титульний аркуш першого тому «Настільної книги для руських сільських господарів»

- Чернопятов, Илья Никитич. Руководство к торфяному хозяйству — СПб., 1857.
- Чернопятов, Илья Никитич. Руководство к орошению разных земельных угодий — СПб., 1861.
- Чернопятов, Илья Никитич. О шерсти овец в хозяйственном и фабричном отношениях — СПб., 1863.
- Чернопятов, Илья Никитич. Руководство к сушке и хранению хлеба — СПб., 1867.
- Чернопятов, Илья Никитич. Воспитание телят — СПб., 1869.
- Чернопятов, Илья Никитич. Скотоводство в северных и средних губерниях России и меры к его улучшению — Москва, 1872.
- Чернопятов, Илья Никитич. Исторический очерк развития тонкошерстного овцеводства в России и обозрение нынешнего положения его — Москва, 1873.
- А.П. Людоговский, И. А. Стебут, И. Н. Чернопятов, А. А. Фадеев. Настольная книга для русских сельских хозяев — СПб., 1875, 3 тома.

## Особисте життя
Був одружений з Ольгою Августівною Крубер (1837—1895) німецькою шляхтянкою. Діти:
- Олександр (1856—1898) — штабс-ротмістр, учасник Російсько-турецької війни.
- Віктор (1857—1935) — російський громадський діяч, археограф та генеалог.
- Ольга (1860—?) — одружена з Віктором Лазовським, членом Московського окружного суда.
- Олена (1862—?) — одружена з Миколаєм Анніним, вчителем Московської шостої гімназії.
- Костянтин (1866—?) — російський військовик, учасник Першої Світової війни.
- Надія (1867—1872) — померла у чотирірічному віці.
- Віра (1870—?) — одружена з провізором Віктором Браше, братом Оскара Браше.
- Августа (1871—?) — одружена з полковником Сергієм Ейснером.
- Олексій (1874) — помер немовлям.
- Наталія (1875—?) — одружена з Олексієм Нілендером, членом Смоленського окружного суда[11].

## Нагороди
- Орден святої Анни 2-го ступеня
- Медаль «У пам'ять війни 1853—1856»[12]
- Мала золота медаль Міністерства державних маєтностей
- Велика золота медаль Імператорського Московського Товариства сільського господарства
- Диплом Віденської всесвітньої виставки за колекцію овечої вовни[7]